# Петатлан (муниципалитет)
Петатлан (исп. Petatlán) — муниципалитет в Мексике, входит в штат Герреро.
Центр — город Петатлан

## История
Город Петатлан основан в 1870 году .